# Tragocephala variegata
Tragocephala variegata es una especie de escarabajo longicornio del género Tragocephala, subfamilia Lamiinae. Fue descrita científicamente por Bertoloni en 1845.
Se distribuye por Angola, Camerún, Etiopía, Guinea Ecuatorial, Kenia, Malaui, Mozambique, Namibia, República Democrática del Congo, República de Sudáfrica, Somalia, Sudán, Tanzania, Transvaal, Zambia, Zanzíbar y Zimbabue. Posee una longitud corporal de 17-30 milímetros. El período de vuelo de esta especie ocurre en los meses de enero, febrero, abril, mayo, junio, octubre, noviembre y diciembre.
Parte de su alimentación se compone de plantas de las familias Anacardiaceae, Bombacaceae, Euphorbiaceae, Salicaceae, entre otras.

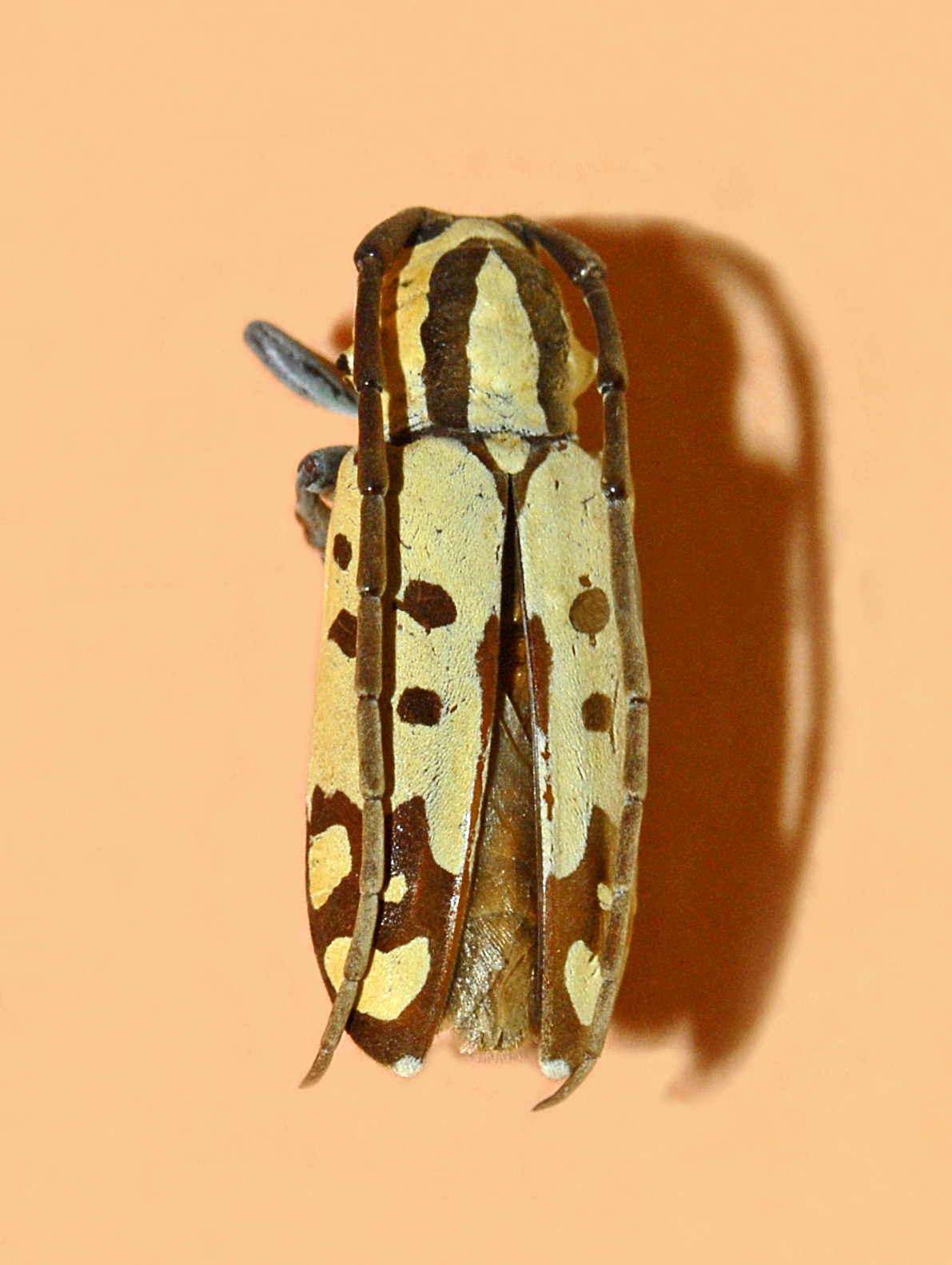
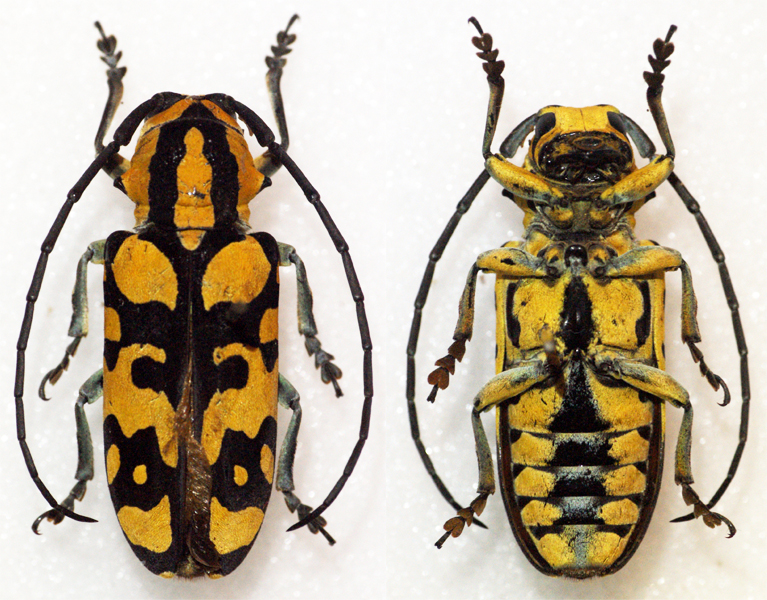
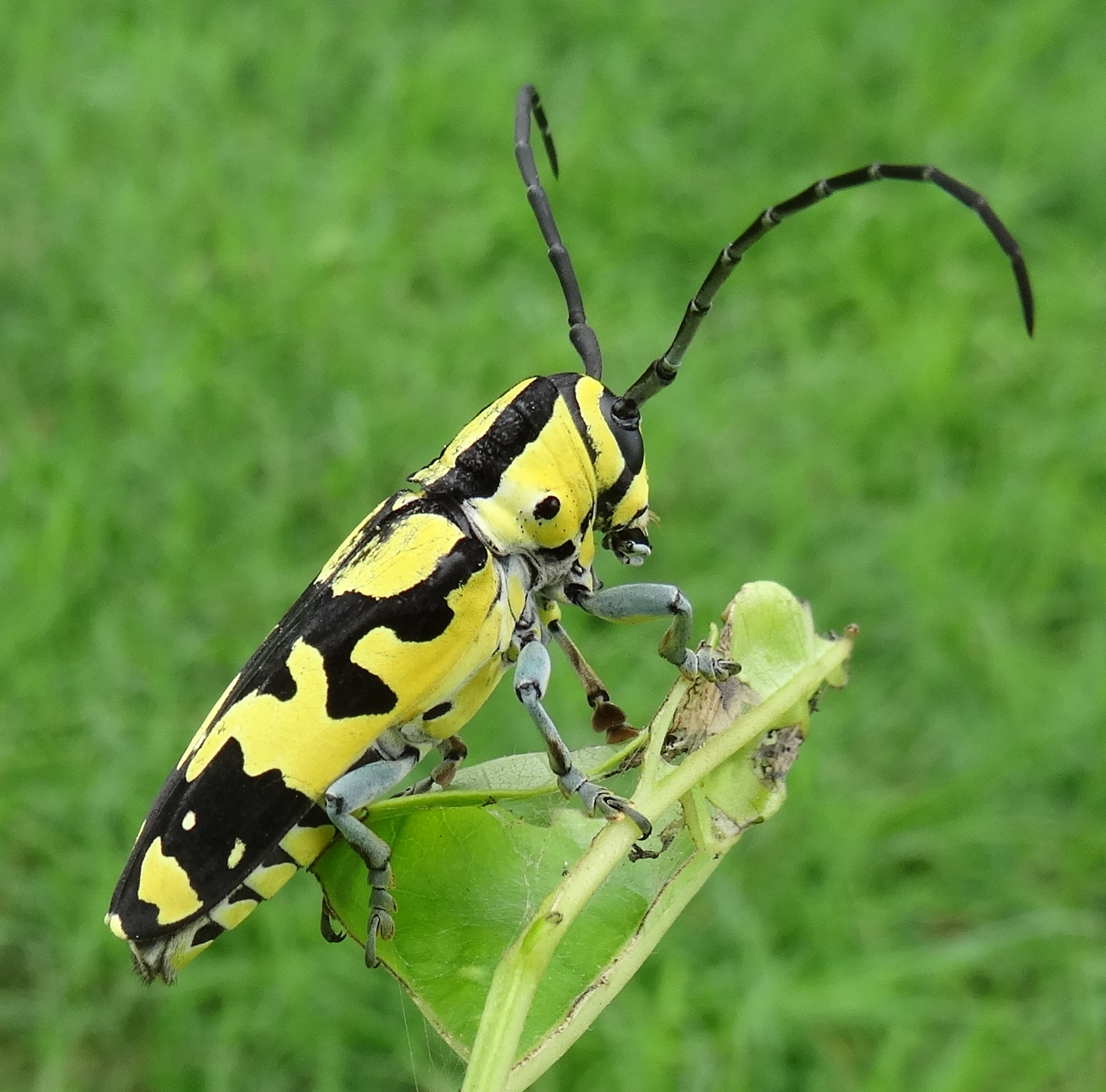